# J-DN03
J-DN03（ジェイ ディーエヌ ゼロサン）は、デンソー製のJ-フォン（現ソフトバンク）の第二世代携帯電話端末である。

## 概要
「J-スカイ (J-Sky)」シリーズとして発売された端末。J-スカイ端末としてステーションに対応していた。
先代機種J-DN02からの変更点として、液晶をモノクロから256(=28)色カラーに変更。着信メロディの和音数を4和音から16和音に増やした。
デンソー製携帯電話の定番キャラクター「まめぞう」が当機種にも搭載され、待ち受け画面やメニュー画面で登場。ミニゲームなども搭載されていた。ステーション機能を活用して、地域ごと限定の「まめぞう」も入手できる様にしていた。
色は、アクアブルー・フラワーピンク・ストライプシルバーの3色設定された。当時、3社に分かれていたJ-フォングループ内で販売色が分けられ、東海のみで3色販売され、東日本と西日本ではアクアブルー・フラワーピンクのみ販売された。

## 歴史
- 2000年12月27日　テレコムエンジニアリングセンターによる技術基準適合証明の工事設計認証 （工事設計認証番号XAA0043）
- 2000年12月28日　電気通信端末機器審査協会による技術基準適合認定の設計認証（設計認証番号A00-1350JP）
- 2001年04月17日　 発表
- 2001年05月24日　 発売